# Vlaams Charter

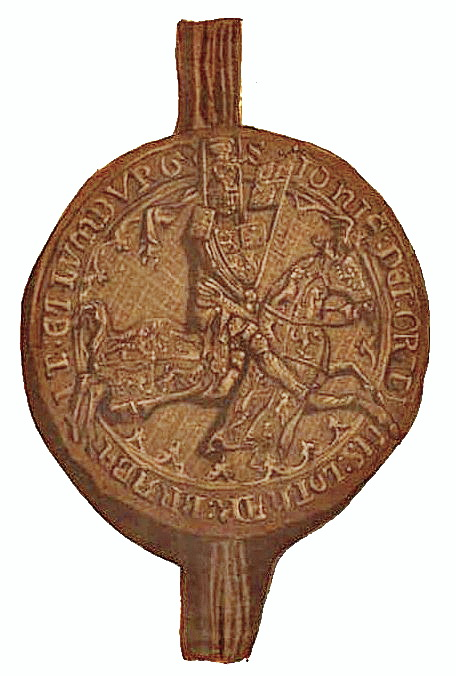
Zegel Hertog Jan III van Brabant

Het Vlaams Charter is de moderne benaming voor de oorkonde dat hertog Jan III uitvaardigde voor het hertogdom Brabant op 12 juli 1314, samen met het Waals Charter. De tekst, die afspraken bevat over bestuurlijke en financiële kwesties, kwam tot stand door onderhandelingen met vertegenwoordigers van de steden Leuven, Brussel, Antwerpen, 's-Hertogenbosch, Tienen, Zoutleeuw en Maastricht, die mee ondertekenden. Beide teksten zijn oorspronkelijk in het Romaans (Waals of Frans) gesteld en werden in die dagen Walssche charte genoemd, maar omdat één ervan indertijd een Nederlandse vertaling kreeg vanwege het belang voor de bevolking, zijn geschiedkundigen gaan spreken over een "Vlaams" en een "Waals" charter. Ze zijn kort na de uitvaardiging van de Keure van Kortenberg tot stand gekomen en zijn te zien als deel van maatschappelijke ontwikkelingen die naderhand door historici als Brabants constitutionalisme zijn bestempeld.

## Totstandkoming
Kort na het verlenen van het Charter van Kortenberg stierf hertog Jan II van Brabant. Zijn minderjarige opvolger Jan III kwam onder adellijke voogdij, maar de regenten kregen de schuldenput niet onder controle. Toen in Frankrijk Brabantse handelaars werden aangehouden die zich borg hadden gesteld, namen de steden het heft in handen. Het ging in het bijzonder om Leuven, Brussel, Antwerpen, 's-Hertogenbosch, Tienen, Zoutleeuw en Maastricht. In ruil voor een zesjarige bede waarmee ze de schulden overnamen, oefenden hun vertegenwoordigers en twee edellieden uit de hertogelijke raad van 1314 tot 1320 zelf het regentschap uit. Zelfs het muntbeleid namen ze over.
De schuldsanering werd omkaderd door twee constitutionele charters. Door de betrokkenheid van Jans schoonvader Lodewijk van Évreux waren deze in het Frans gesteld. Een ervan, het "Waals Charter", betrof tijdelijke maatregelen om het deficit te beheersen. Hiervan nam men niet de moeite om een vertaling te maken. Het andere, "Vlaamse" charter werd kort na bezegeling (of misschien zelfs als tweede origineel) in het Nederlands vertaald.

## Inhoud
Het eerste artikel voorzag in een schadevergoeding door de hertog wanneer Brabanders vanwege diens schulden werden vastgezet door schuldeisers.
Het tweede artikel schreef voor dat muntslag moest plaatsvinden binnen vrije steden en onder toezicht van de steden en het land van Brabant.
In het derde artikel werden de bestaande privileges van de drie standen bevestigd.
Krachtens het vierde artikel diende de hertog zo snel mogelijk financiële tussenkomsten van de steden, de abdijen en het land terug te betalen.
Het vijfde artikel verbood aanstelling voor het leven van meiers, ondermeiers en houtvesters.
In het zesde artikel werd verboden dat geld voor het herstel of onderhoud van wegen voor andere doeleinden zou worden gebruikt.
Anders dan de Keure van Kortenberg voorzag het charter geen maatregelen om de bepalingen ervan af te dwingen (geen raad en geen ongehoorzaamheidsrecht).

## Invloed
Behalve het vierde en het zesde artikel werden alle bepalingen van het Vlaams Charter in aangepaste vorm overgenomen in de Blijde Inkomst van 1356. Die tekst bevat expliciete verwijzingen naar het Walssche charte(re), waarmee het huidige Vlaams Charter werd bedoeld. Dat leefde dus voort in de constitutionele traditie van Brabant.